# سفر خنوخ

تصویری از جلد یکی از نسخه های کتاب خنوخ

سفر خنوخ(به عبری: ספר חנוך א') (به انگلیسی: Book of Enoch) یک متن مذهبی آخرالزمانی باستانی به زبان عبری است که براساس سنت به خنوخ، پدربزرگ نوح، نسبت داده شده است. کتاب خنوخ حاوی مطالب منحصر به فردی در مورد منشأ شیاطین و نفیلیم‌ها، چرایی سقوط برخی از فرشتگان از بهشت، چرایی ضرورت توفان نوح و... می باشد. 